# Vierlandentoernooi 1883
De eerste editie van het vierlandentoernooi van het Rugby union werd gespeeld van 16 december 1882 tot en met 3 maart 1883 tussen de nationale rugbyteams van Engeland, Ierland, Schotland en Wales. De eerste winnaar werd Engeland.

## Tabel
| Positie | Land      | Wedstrijden | Wedstrijden | Wedstrijden | Wedstrijden | Punten | Punten | Punten | Tabelpunten |
| Positie | Land      | Gespeeld    | Gewonnen    | Gelijk      | Verloren    | Voor   | Tegen  | Saldo  | Tabelpunten |
| ------- | --------- | ----------- | ----------- | ----------- | ----------- | ------ | ------ | ------ | ----------- |
| 1       | Engeland  | 3           | 3           | 0           | 0           | 3      | 0      | +3     | 6           |
| 2       | Schotland | 3           | 2           | 0           | 1           | 4      | 1      | +3     | 4           |
| 3       | Ierland   | 2           | 0           | 0           | 2           | 0      | 2      | −2     | 0           |
| 3       | Wales     | 2           | 0           | 0           | 2           | 1      | 5      | −4     | 0           |

## Uitslagen
| 16 december 1882 | Wales | 0–2 | Engeland | Swansea |
| 16 december 1882 |       |     |          | Swansea |

| 8 januari 1883 | Schotland | 3–1 | Wales | Edinburgh |
| 8 januari 1883 |           |     |       | Edinburgh |

| 5 februari 1883 | Engeland | 1–0 | Ierland | Manchester |
| 5 februari 1883 |          |     |         | Manchester |

| 17 februari 1883 | Ierland | 0–1 | Schotland | Belfast |
| 17 februari 1883 |         |     |           | Belfast |

| 3 maart 1883 | Schotland | (1T) 0–0 (2T) | Engeland | Edinburgh |
| 3 maart 1883 |           |               |          | Edinburgh |